# Casa del 36 del Carrer de Sant Jaume
La Casa del 36 del Carrer de Sant Jaume és un edifici de la vila de Vilafranca de Conflent, a la comarca d'aquest nom, de la Catalunya del Nord.
Està situada en el número 34 del carrer de Sant Jaume, en la parcel·la cadastral 179, en el sector sud-oriental de la vila.
La façana d'aquesta casa medieval, dels segles XIII i XIV, va ser destruïda en ser reculada uns metres. De l'edifici medieval resta dempeus la paret mitgera amb el número 34, que conserva el muntant d'una finestra aixamfranada en el pis.